# Cap Ronsard
 (mars 2015).
Si vous disposez d'ouvrages ou d'articles de référence ou si vous connaissez des sites web de qualité traitant du thème abordé ici, merci de compléter l'article en donnant les références utiles à sa vérifiabilité et en les liant à la section « Notes et références ».
Pour les articles homonymes, voir Ronsard.
Appelé Cape Ronsard en anglais, le cap Ronsard est un cap australien qui constitue le point le plus septentrional de l'île Bernier, une île de l'océan Indien fermant le golfe communément appelé baie Shark, sur la côte ouest de l'Australie-Occidentale. Situé face à l'îlot de Koks, il a été nommé par l'expédition vers les Terres Australes du Français Nicolas Baudin en l'honneur de François-Michel Ronsard, ingénieur monté à bord du Géographe en tant qu'enseigne de vaisseau.